# Сезон носорогів
«Сезон носорогів» («Fasle kargadan») — ірано-турецький кінофільм 2012 року, знятий режисером Бахманом Гобаді.

## Сюжет
Це історія великого кохання довжиною в життя, на шляху якої доля поставила майже непереборні перешкоди та випробування. Дія фільму відбувається в Ірані перед ісламською революцією. Герой фільму — поет Сахель, він молодий і сповнений сил, він вірить, що його майбутнє життя буде щасливим. Сахель зустрічає жінку, яку полюбив усім серцем. Міна відповіла на почуття закоханого поета. Молоді зіграли веселе та пишне весілля. Вони були щасливі, що знайшли один одного, у них, як їм здавалося, попереду життя. Здавалося, що ніщо на світі не може затьмарити їхню радість чи завадити бути щасливими. Але Сахеля звинуватили у скоєнні злочинів, суд засудив його до тридцяти років ув'язнення. Його сім'я не змогла винести таку ганьбу і зреклася його. Для всіх Сахеля трагічно загинув. Але минуло тридцять років і поет вийшов на волю. Його погляду з'явився зовсім інший світ, все змінилося. Як йому жити далі, адже для всього світу він помер.

## У ролях
- Бехруз Воссугі — Сахель
- Моніка Беллуччі — Міна
- Джанер Джиндорук — Сахель в молодості
- Йилмаз Ердоган — Акбар Резаї
- Берен Саат — дочка
- Араш — син
- Умут Оркун Ескібатман — ведучий
- Бельчім Білгін — жінка-сутенер
- Алі Порташ — роль другого плану
- Ахмет Мюмтаз Тайлан — водій
- Аліреза Ахманд — Рузбех
- Арслан Бурак Боздаг — сільський мешканець

## Знімальна група
- Режисер — Бахман Гобаді
- Сценарист — Бахман Гобаді
- Оператор — Аслані Турай
- Композитор — Кейхан Кальхор
- Художник — Бахман Гобаді
- Продюсери — Неджаті Акпинар, Зумрут Арол Бекке, Бахман Гобаді, Бельчім Білгін